# Самарийгерманий
Сама̀рийгерма́ний — бинарное неорганическое соединение, интерметаллид
самария и германия
с формулой SmGe,
кристаллы.

## Получение
- Сплавление стехиометрических количеств чистых веществ:

{\displaystyle {\mathsf {Sm+Ge\ {\xrightarrow {1400^{o}C}}\ GeSm}}}

## Физические свойства
Самарийгерманий образует кристаллы
тетрагональной сингонии, пространственная группа C mcm, параметры ячейки a = 0,4387 нм, b = 1,0890 нм, c = 0,3993 нм, Z = 4, 
структура типа борида хрома CrB
.
Соединение образуется по перитектической реакции при температуре 1400 °C
.